# 脆壳全海笋
脆壳全海笋（学名：Barnea manilensis），又名長全海笋、馬尼拉鷗蛤，是海螂目鸥蛤科全海笋属的一种。

## 分佈
主要分佈於台灣澎湖，台南安平、金門金沙、南韓、中國大陸的遼寧、山東、浙江、福建、廣東各地及越南的慶和省。當中過往被劃分為長全海筍的物種只分佈於南中國海，包括廣東省澳頭及海南島的三亞、瓊山、曲口等地。常栖息在潮间带下区或上区风化岩石胶黏的泥质中。棲息密度有時很大，但是分佈面積不大。

## 外部連結
- 維基物種上的相關：脆壳全海笋